# Elitserien i bandy för damer 1995/1996
Elitserien i bandy för damer 1995/1996 spelades 25 november 1995–24 februari 1996, och vanns av AIK. Säsongen avslutades med att AIK blev svenska mästarinnor efter seger med 5-4 mot Västerstrands AIK i finalmatchen på Studenternas IP i Uppsala den 16 mars 1996.

## Upplägg
Lag 1-4 gick vidare till slutspel om svenska mästerskapet.

## Förlopp
Skytteligan vanns av Miska Suves, AIK med 68 fullträffar..

## Seriespelet
| Nr | Lag               | S  | V  | O | F  | +/-      | P  |
| -- | ----------------- | -- | -- | - | -- | -------- | -- |
| 1  | AIK               | 14 | 13 | 1 | 0  | 113 - 35 | 27 |
| 2  | Västerstrands AIK | 14 | 11 | 0 | 3  | 102 - 45 | 22 |
| 3  | Kareby IS         | 14 | 9  | 2 | 3  | 84 - 40  | 20 |
| 4  | IK Göta           | 14 | 6  | 1 | 7  | 66 - 69  | 13 |
| 5  | Västanfors IF     | 14 | 5  | 0 | 9  | 44 - 97  | 10 |
| 6  | Härnösands AIK    | 14 | 4  | 1 | 9  | 46 - 82  | 9  |
| 7  | BK Ume-Trixa      | 14 | 4  | 1 | 9  | 41 -92   | 9  |
| 8  | Sunvära SK        | 14 | 1  | 0 | 13 | 24 - 94  | 2  |

## Slutspel om svenska mästerskapet

### Semifinaler
- 2 mars 1996: IK Göta-AIK 1-13
- 2 mars 1996: Kareby IS-Västerstrands AIK 4-3

- 9 mars 1996: AIK-IK Göta 12-2 (AIK vidare med 2-0 i matcher)
- 9 mars 1996: Västerstrands AIK-Kareby IS 4-1

- 10 mars 1996: Västerstrands AIK-Kareby IS 2-1 (Västerstrands AIK vidare med 2-1 i matcher)

### Final
- 16 mars 1996: AIK-Västerstrands AIK 5-4 (Studenternas IP, Uppsala)